# Acetat de potasiu
Acetatul de potasiu este o sare a potasiului cu acidul acetic cu formula chimică CH3COOK, fiind un solid higroscopic. Forma sesvihidratată din soluția apoasă (CH3COOK·1½H2O) formează semihidratul la temperatura 41,3 °C. Este un aditiv alimentar și are numărul E261.

## Obținere
Acetatul de potasiu poate fi obținut în urma reacției dintre carbonat de potasiu sau hidroxid de potasiu și acid acetic:
{\displaystyle {\ce {K2CO3(s) + 2CH3COOH(aq) -> 2CH3COOK(aq) + H2O(l) + CO2(g)}}}
{\displaystyle {\ce {KOH(s) + CH3COOH(aq) -> CH3COOK(aq) + H2O(l)}}}